# Rozsíčka
Rozsíčka (deutsch Rositschka, früher Rossiczka) ist eine Gemeinde in Tschechien. Sie liegt drei Kilometer östlich von Olešnice und gehört zum Okres Blansko.

## Geographie

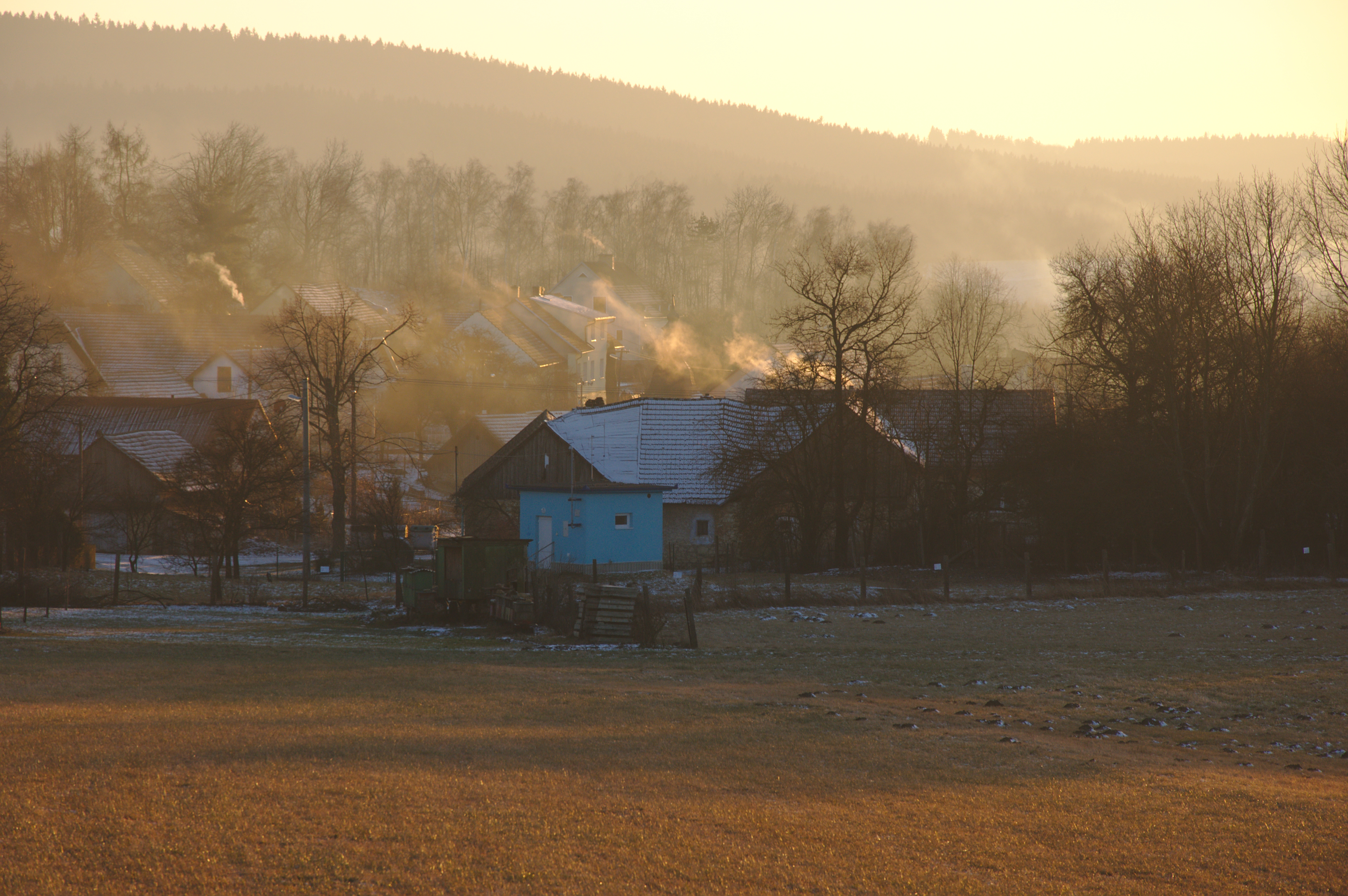
Rozsíčka

Rozsíčka befindet sich im Bergland der oberen Swratka, einem Teil der Böhmisch-Mährischen Höhe, auf einer Hochebene, die gegen Nordosten steil zum Tal der Křetínka abfällt. Das Dorf liegt in der Quellmulde des Baches Rozsičký potok. Nördlich erheben sich der Zelenkův kopec (666 m) und Špilberk (Spielberg, 653 m), im Südosten der Kocholík (651 m), südwestlich der Hradisko (635 m) und im Westen der Kamperk (Kammberg, 640 m).
Nachbarorte sind Ústup, Horní Poříčí und Prostřední Poříčí im Norden, Křetín im Nordosten, Vranová und Vřesice im Osten, Sulíkov und Petrov im Südosten, Makov, Rozseč nad Kunštátem und Josefov im Süden, Louka, Loucký Dvůr und Crhov im Südwesten sowie Olešnice im Westen.

## Geschichte
Die erste schriftliche Erwähnung des Dorfes erfolgte im Jahre 1374 als Teil der Kunstadt. In der Mitte des 16. Jahrhunderts wurde Rozsíčka zur Herrschaft Lysice untertänig. Ab 1666 gehörte der Ort zur Gutsherrschaft Drnovice und von 1728 bis zur Mitte des 19. Jahrhunderts wiederum zu Lysice. Im Jahre 1790 lebten in Rozsíčka 205 Menschen. 1833 erfolgte der Bau der Straße von Olešnice über Rozsíčka, Sulíkov und Rudka nach Kunštát.
Nach der Aufhebung der Patrimonialherrschaften bildete Rosička ab 1850 eine Gemeinde in der Bezirkshauptmannschaft Boskovice. Die Freiwillige Feuerwehr gründete sich 1884. Im Jahre 1894 wurde die Schule eingeweiht, zuvor erfolgte der Unterricht in Olešnice. Im Jahre 1900 hatte das Dorf 331 Einwohner, 1960 waren es 215. Seit 1925 führt die Gemeinde den Namen Rozsíčka. Mit Beginn des Jahres 1961 wurde Rozsíčka dem Okres Blansko zugeordnet und zugleich Ústup eingemeindet. 1980 bestand Rozsíčka aus 69 Wohnhäusern und hatte 198 Einwohner. Bis 1990 sank die Zahl der dauerhaft zu Wohnzwecken genutzten Häuser auf 39 und die Einwohnerzahl auf 169. Zwischen 1990 und 1993 war Rozsíčka ein Ortsteil von Olešnice. Seit 1994 besteht die Gemeinde Rozsíčka wieder. Bei der Volkszählung von 2001 hatte die Gemeinde 165 Einwohner. Schulort ist heute Sulíkov für die Grundschüler und darüber hinaus, Olešnice.

## Gemeindegliederung
Für die Gemeinde Rozsíčka sind keine Ortsteile ausgewiesen.

## Sehenswürdigkeiten
- Glockenturm
- Gehöfte in Volksbauweise
- Aussichtsturm auf dem Zelenkův kopec, der 7 m hohe überdachte hölzerne Bau mit Plattformen entstand im Jahre 2006. Er ist gleicher Bauart wie der 2004 auf dem Kopaniny bei Olešnice errichtete Turm.
- Špilberk, Aussichtspunkt über das Tal der Křetínka
- Talsperre Letovice, östlich an der Křetínka